# Light a tree
「Light a tree」（ライト・ア・ツリー）はivory7 chordの1枚目のシングル。

## 解説
ivory7 chordによるデビュー作品。下北沢SHELTERで初ライブ「c:hord 1」で本作の先行発売を行った。

### プロモーションビデオ
「distance」は、映画「Clears」が「東京ネットムービーフェスティバル2006」でスクリーニングオーディエンス賞を獲得した池田圭とベースの野田剛史の共同プロデュースでビデオクリップを制作し、モデルの高山都も出演。ショートムービー的なプロモーションビデオに仕上がった。

## 批評
CDジャーナルは「ピアノをフィーチャーした「dark gray color」など、透明感とダイナミズムを併せ持つ独自の世界観が伝わってくる」と評した。

## 収録曲
1. distance
作詞：野田剛史　作曲：大西俊也
2. dark gray color
作詞：野田剛史　作曲：大西俊也
3. fallen glance
作詞：野田剛史　作曲：大西俊也・三谷和弘
4. dry your tears
作詞・作曲：大西俊也